# Шилово (Кичменгско-Городецкий район)
Шилово — деревня в Кичменгско-Городецком районе Вологодской области.
Входит в состав Городецкого сельского поселения (с 1 января 2006 года по 1 апреля 2013 года входила в Шонгское сельское поселение), с точки зрения административно-территориального деления — в Емельяновский сельсовет.
Расстояние до районного центра Кичменгского Городка по автодороге составляет 21 км. Ближайшие населённые пункты — Шатенево, Большое Хавино, Савино.
Население по данным переписи 2002 года — 38 человек (20 мужчин, 18 женщин). Преобладающая национальность — русские (97 %).